# Valentín Paz-Andrade

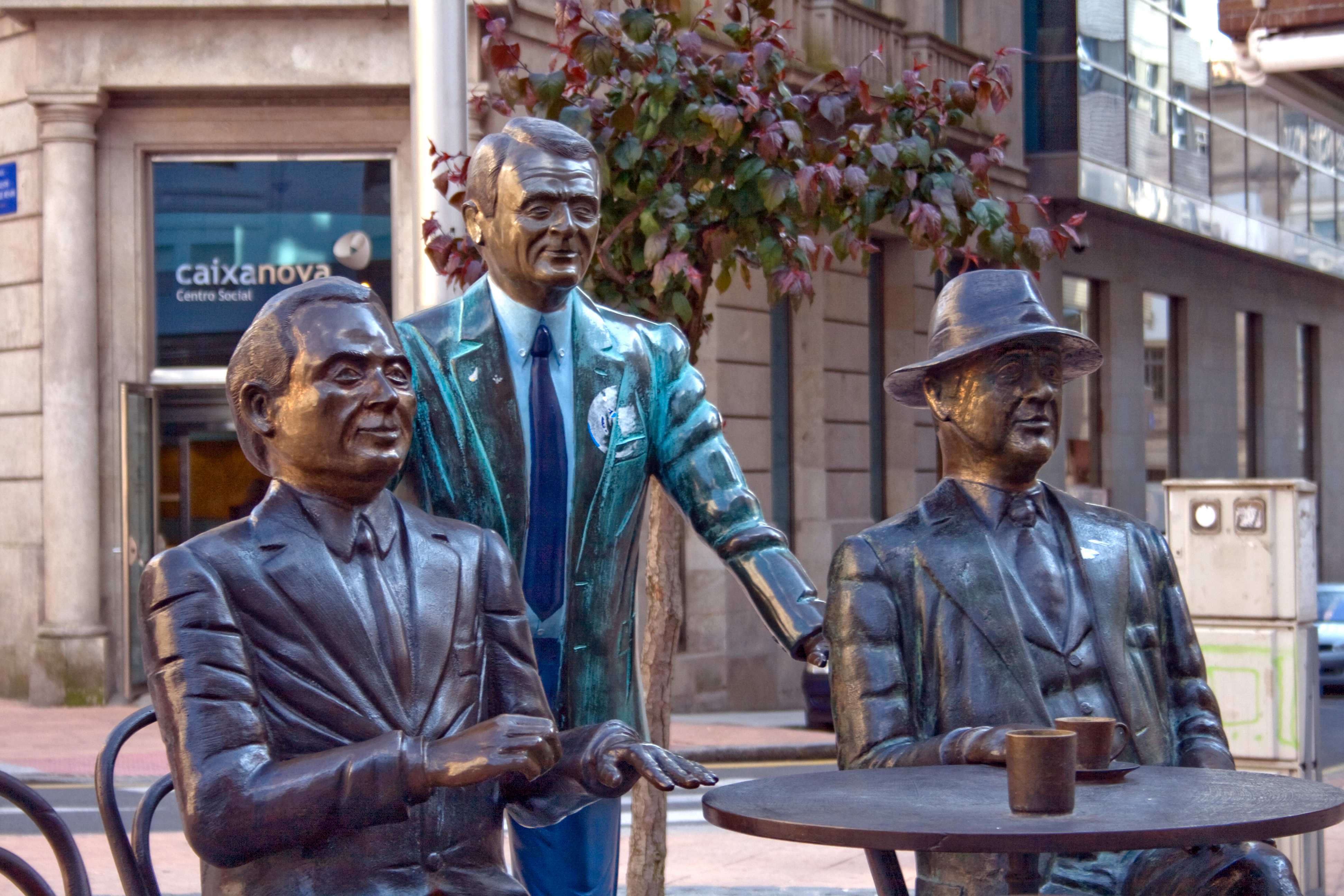
Paz-Andrade, Carlos Casares i Ramón Cabanillas en Pontevedra.

Valentín Paz-Andrade (Lérez, Pontevedra, 1899 - Vigo, 1987) fou un escriptor, economista i polític gallec. El 1921 es llicencià en dret per la Universitat de Santiago de Compostel·la i el 1922 fou director del diari Galicia. Diario de Vigo. El 1934 milità al Partit Galleguista i col·laborà en la redacció de l'estatut d'autonomia de Galícia de 1936. Durant la guerra civil espanyola hagué de fugir. Posteriorment fou desterrat a Verín, Castro Caldelas, A Pobra de Trives i Villanueva de la Serena (província de Badajoz)
Posteriorment, fou un dels fundadors de l'empresa Pescanova, de la que en fou president el 1960. Ha estat expert pesquer de la FAO a Amèrica i membre de l'Institut Argentí de la Producció. És membre de l'Associacions Ciència Regional i acadèmic numerari de la Reial Acadèmia Gallega. Alhora, es relacionà amb cercles galleguistes i col·laborà a la revista Grial, així com els diaris El País, La Vanguardia, Faro de Vigo. A les eleccions generals espanyoles de 1977 fou escollit senador per la província de Pontevedra per la Candidatura Democràtica Gallega.

## Obres

### Assaigs
- Galicia como Tarea (1959).
- La anunciación de Valle-Inclán (1967).
- La marginacíón de Galicia (1970).
- A galecidade na obra de Guimaráes Rosa (1978).
- Castelao na luz e na sombra (1982).
- Galiza lavra a sua imagem (1985).
- Transferencias etnológicas de Galicia

### De temes pesquers
- Los puertos nacionales de pesca. Aportacíón de Vigo al estudio del problema (1928).
- Producción y fluctuación de las pesquerías (1954).
- Sistema económico de la pesca en Galicia (1958).
- Los derechos sobre el espacio marítimo (1960).
- El capital como factor del desarrollo de Galicia (1970).
- El concepto de zona económica en el nuevo derecho del mar (1974).

### Poesia
- Soldado da morte (1921)
- Pronto matricial (1954)
- Llanto materno (1955)
- Sementeira dol vento (1968)
- Cen chaves de sombra (1979)